# 維勒峰 (埃默河谷山)
維勒峰（Wilerhorn），是瑞士的山峰，位於該國中部，橫跨伯恩州和上瓦爾登州，屬於埃默河谷山的一部分，處於赫希古默峰東南面，海拔高度2,005米。